# Rondo gen. Charles’a de Gaulle’a w Warszawie

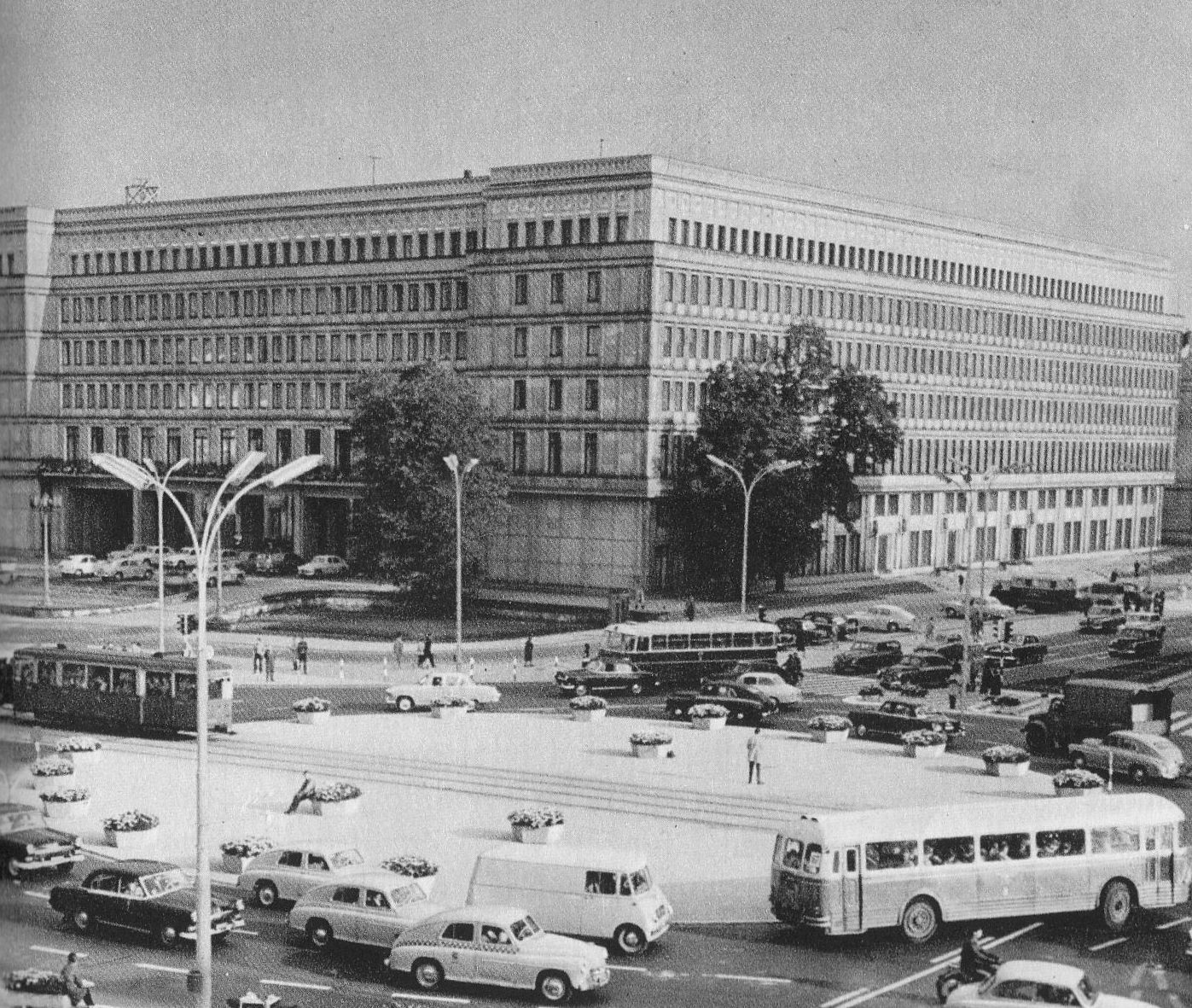
Rondo w latach 60. XX wieku

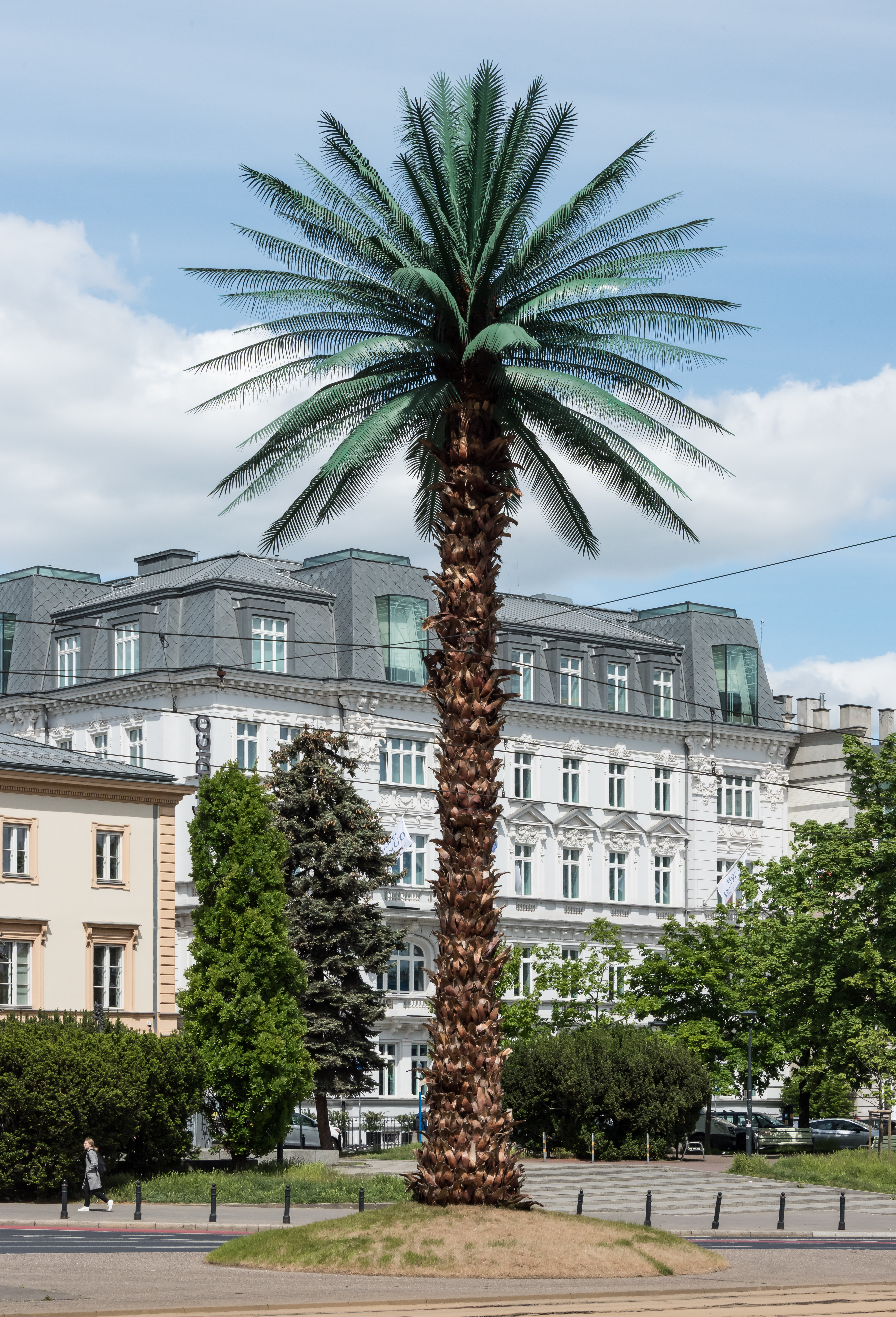
Północno-wschodnia część ronda ze sztuczną palmą (2025)

Rondo gen. Charles’a de Gaulle’a – rondo w śródmieściu Warszawy.

## Układ
Budowa ronda była elementem przebudowy wschodniego odcinka Alej Jerozolimskich, zakończonego w sierpniu 1961. Powstało ono w miejscu klasycznego skrzyżowania.
Położone jest na styku ulic:
- od północy: ulica Nowy Świat, w kierunku ulicy Krakowskie Przedmieście
- od wschodu: Aleje Jerozolimskie, w kierunku mostu Poniatowskiego
- od południa: ulica Nowy Świat, w kierunku placu Trzech Krzyży
- od zachodu: Aleje Jerozolimskie, w kierunku ulicy Marszałkowskiej

Klasyczne, czterowlotowe rondo posiada okrągłą wyspę centralną. Wzdłuż Alei Jerozolimskich tory tramwajowe z przystankami przy rondzie (zespół przystankowy Muzeum Narodowe). Przystanki autobusowe w pewnej odległości od ronda (zespoły przystankowe Muzeum Narodowe w Al. Jerozolimskich i Foksal na Nowym Świecie).
Na rondzie od końca lat 90. obowiązuje zakaz skrętu z Alej Jerozolimskich od strony ul. Marszałkowskiej w lewo w ul. Nowy Świat w kierunku Krakowskiego Przedmieścia oraz ul. Smolnej. Zakaz ten nie dotyczy autobusów komunikacji miejskiej. Sugerowany objazd dla pozostałych pojazdów prowadzi ulicami Bracką, Żurawią, przez plac Trzech Krzyży i ulicą Nowy Świat.
Wjazd z ronda w kierunku północnym w ul. Nowy Świat jest dostępny dla wszystkich pojazdów tylko w celu kontynuacji jazdy ul. Smolną, która odbija z Nowego Światu w prawo już po kilkudziesięciu metrach.
Zgodnie z uchwalonym w lipcu 2017 miejscowym planem zagospodarowania przestrzennego dla rejonu ul. Foksal rondo ma zostać zlikwidowane i zastąpione skrzyżowaniem. Likwidacja ronda ma nastąpić w czasie przebudowy tunelu linii średnicowej i zwężenia jezdni Alej Jerozolimskich, zaplanowanego na lata 2027–2028.

## Nazwa
Nazwa, nadana uchwałą Rady Dzielnicy-Gminy Warszawa-Śródmieście z dnia 28 września 1990, upamiętnia Charles’a de Gaulle’a, prezydenta Francji, który w latach 1919–1920 jako członek misji wojskowej brał udział w wojnie polsko-bolszewickiej, a mieszkał przy ulicy Nowy Świat. Została nadana w setną rocznicę jego urodzin, co upamiętnia tablica umieszczona na budynku przy ul. Nowy Świat 15/17 (od strony Alej Jerozolimskich). Inicjatorką nadania nazwy była Halina Skibniewska, przewodnicząca Towarzystwa Przyjaźni Polsko-Francuskiej.
Uchwałą z dnia 8 listopada 2012 Rada m.st. Warszawy zmieniła brzmienie pierwotnie nadanej niepoprawnej nazwy ronda z rondo Generała Charlesa de Golle’a na rondo gen. Charles’a de Gaulle’a.

## Ważniejsze obiekty
- Pozdrowienia z Alej Jerozolimskich – instalacja artystyczna, której głównym elementem jest sztuczna palma daktylowa ustawiona na rondzie
- Gmach dawnego Domu Partii
- Pomnik Charles’a de Gaulle’a
- Gmach Banku Gospodarstwa Krajowego
- Pomnik Partyzanta
- Kamienica przy ulicy Nowy Świat 15/17